# Грушово (округ Рімавська Собота)
Грушово (словац. Hrušovo, угор. Balogrussó) — село, громада в окрузі Рімавська Собота, Банськобистрицький край, Словаччина. Кадастрова площа громади — 15,78 км². Населення — 175 осіб (за оцінкою на 31 грудня 2017 р.).
Перша згадка 1297 року.

## Географія
Громада розташована в південно-східній частини Словацьких Рудних гір на річці Блг. Висота над рівнем моря в центрі поселення — 245 м, на території громади — від 240 до 505 м. Протікає Стрижівський потік.

## Населення
| Рік:            | 1994. | 2004.    | 2014.    | 2024.    |
| --------------- | ----- | -------- | -------- | -------- |
| Кількість осіб: | 252   | 225      | 193      | 161      |
| Різниця:        |       | -10,71 % | -14,22 % | -16,58 % |

| Рік:            | 2023. | 2024.   |
| --------------- | ----- | ------- |
| Кількість осіб: | 162   | 161     |
| Різниця:        |       | -0,61 % |

## Пам'ятки
- Дзвіниця 18-го століття, пізнє бароко.
- Євангелічний костел 1786-го року, перебудований 1904-го року, класицизм.